# Chthonius balazuci
Chthonius balazuci är en spindeldjursart som beskrevs av Max Vachon 1963. Chthonius balazuci ingår i släktet Chthonius och familjen käkklokrypare. Inga underarter finns listade i Catalogue of Life.